# Powiat de Gostyń
Pour les articles homonymes, voir Gostyń.
Le powiat de Gostyń (en polonais : powiat gostyński) est un powiat appartenant à la voïvodie de Grande-Pologne, dans le centre-ouest de la Pologne.
Elle est née le 1er janvier 1999, à la suite des réformes polonaises de gouvernement local passées en 1998. 
Le siège administratif du powiat est la ville de Gostyń, qui se trouve à 59 kilomètres au sud de Poznań, capitale de la voïvodie de Grande-Pologne. Le powiat possède 4 autres villes, Krobia, située à 11 kilomètres au sud de Gostyń, Poniec, située à 20 kilomètres au sud-ouest de Gostyń, Borek Wielkopolski, située à 17 kilomètres à l'est de Gostyń, et Pogorzela, située à 17 kilomètres au sud-est de Gostyń.
Le district couvre une superficie de 810,34 kilomètres carrés. En 2006, sa population totale est de 75 683 habitants, avec une population pour la ville de Gostyń de 20 588 habitants, pour la ville de Krobia de 4 022 habitants, pour la ville de Poniec de 2 875 habitants, pour la ville de Borek Wielkopolski de 2 486 habitants, pour la ville de Pogorzela de 1 974 habitants, et une population rurale de 43 738 habitants.

## Division administrative

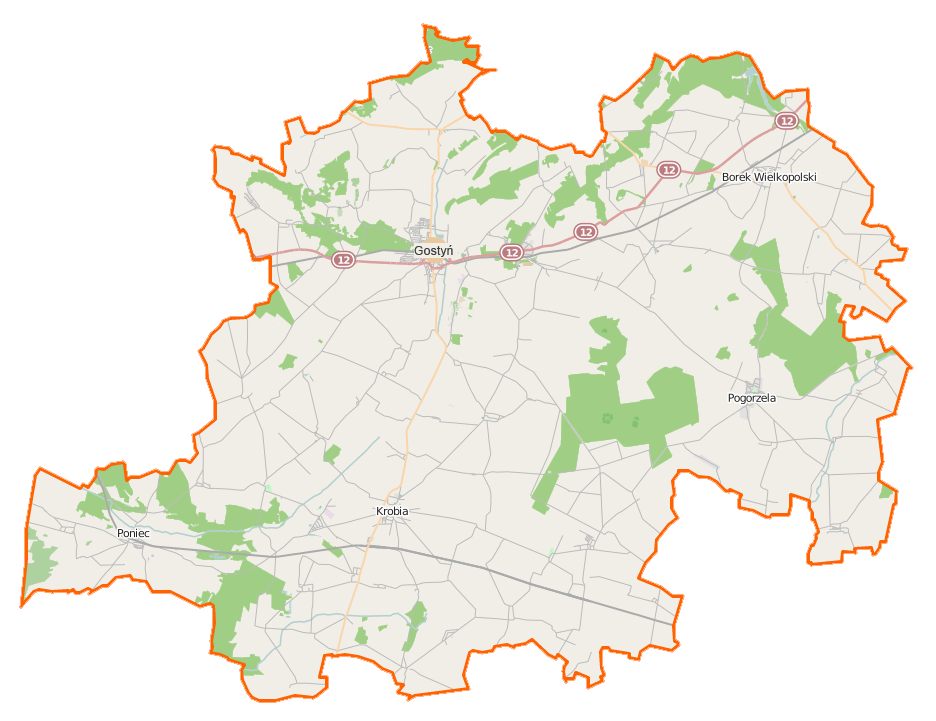
Plan du powiat.

Le powiat de Gostyń compte 7 communes :
- 5 communes urbaines-rurales : Borek Wielkopolski, Gostyń, Krobia, Pogorzela et Poniec ;
- 2 communes rurales : Pępowo et Piaski.

Celles-ci sont inscrites dans le tableau suivant, dans l'ordre décroissant de la population.
| Gmina              | Type         | Superficie (km²) | Population (2006) | Siège              |
| Gostyń             | urbain-rural | 136,9            | 27 860            | Gostyń             |
| Krobia             | urbain-rural | 129,6            | 12 792            | Krobia             |
| Piaski             | rural        | 100,7            | 8 293             | Piaski             |
| Poniec             | urbain-rural | 132,3            | 7 866             | Poniec             |
| Borek Wielkopolski | urbain-rural | 127,6            | 7 724             | Borek Wielkopolski |
| Pępowo             | rural        | 86,7             | 5 991             | Pępowo             |
| Pogorzela          | urbain-rural | 96,5             | 5 157             | Pogorzela          |

## Démographie
Données du 31 décembre 2009 :
| Description | Total  | Total | Femmes | Femmes | Hommes | Hommes |
| ----------- | ------ | ----- | ------ | ------ | ------ | ------ |
| Unité       | Nombre | %     | Nombre | %      | Nombre | %      |
| Population  | 76 052 | 100   | 38 537 | 50,67  | 37 515 | 49,33  |
| Urbain      | 31 945 | 42    | 16 431 | 21,60  | 15 514 | 20,40  |
| Rural       | 44 107 | 58    | 22 106 | 29,07  | 22 001 | 28,93  |

## Histoire
De 1975 à 1998, les différentes gminy du powiat actuelle appartenait administrativement à la voïvodie de Leszno.

Le powiat de Gostyń est créée le 1er janvier 1999, à la suite des réformes polonaises de gouvernement local passées en 1998, et est rattachée à la voïvodie de Grande-Pologne.

## Monuments
- église de sainte Marguerite
- sanctuaire et cloître de la Congrégation de l'Oratoire construits par Jerzy Catenazzi, Jan Catenazzi et Pompeo Ferrari